# Diocesi di Neyyattinkara
La diocesi di Neyyattinkara (in latino Dioecesis Neyyattinkaraënsis) è una sede della Chiesa cattolica in India suffraganea dell'arcidiocesi di Trivandrum. Nel 2023 contava 157.192 battezzati su 1.512.245 abitanti. È retta dal vescovo Vincent Samuel.

## Territorio
La diocesi comprende i taluks di Nedumangad e Kattakada e la maggior parte di quello di Neyyattinkara nel distretto di Thiruvananthapuram, nello stato indiano del Kerala.
Sede vescovile è la città di Neyyattinkara, dove si trova la cattedrale dell'Immacolata Concezione.
Il territorio è suddiviso in 90 parrocchie.

## Storia
La diocesi è stata eretta il 14 giugno 1996 con la bolla Ad aptius provehendum di papa Giovanni Paolo II, ricavandone il territorio dalla diocesi di Trivandrum (oggi arcidiocesi).
Originariamente suffraganea dell'arcidiocesi di Verapoly, il 3 giugno 2004 è entrata a far parte della provincia ecclesiastica di Trivandrum.

## Cronotassi dei vescovi
Si omettono i periodi di sede vacante non superiori ai 2 anni o non storicamente accertati.
- Vincent Samuel, dal 14 giugno 1996

## Statistiche
La diocesi nel 2023 su una popolazione di 1.512.245 persone contava 157.192 battezzati, corrispondenti al 10,4% del totale.
| anno | popolazione | popolazione | popolazione | presbiteri | presbiteri | presbiteri | presbiteri                | diaconi | religiosi | religiosi | parrocchie |
| anno | battezzati  | totale      | %           | numero     | secolari   | regolari   | battezzati per presbitero | diaconi | uomini    | donne     | parrocchie |
| ---- | ----------- | ----------- | ----------- | ---------- | ---------- | ---------- | ------------------------- | ------- | --------- | --------- | ---------- |
| 1999 | 128.309     | 1.332.396   | 9,6         | 65         | 51         | 14         | 1.973                     |         | 23        | 190       | 59         |
| 2000 | 128.508     | 1.332.396   | 9,6         | 67         | 49         | 18         | 1.918                     |         | 27        | 202       | 59         |
| 2001 | 129.135     | 1.334.676   | 9,7         | 74         | 56         | 18         | 1.745                     |         | 27        | 216       | 59         |
| 2002 | 129.263     | 1.332.396   | 9,7         | 78         | 58         | 20         | 1.657                     |         | 29        | 220       | 59         |
| 2003 | 128.508     | 1.334.649   | 9,6         | 85         | 63         | 22         | 1.511                     |         | 30        | 223       | 62         |
| 2004 | 128.730     | 1.334.865   | 9,6         | 86         | 63         | 23         | 1.496                     |         | 31        | 232       | 63         |
| 2013 | 137.050     | 1.560.000   | 8,8         | 105        | 59         | 46         | 1.305                     |         | 77        | 306       | 72         |
| 2016 | 153.760     | 1.494.850   | 10,3        | 130        | 72         | 58         | 1.182                     |         | 93        | 304       | 76         |
| 2019 | 154.700     | 1.448.500   | 10,7        | 130        | 76         | 54         | 1.190                     |         | 89        | 340       | 85         |
| 2021 | 160.795     | 1.467.000   | 11,0        | 149        | 83         | 66         | 1.079                     |         | 97        | 315       | 88         |
| 2023 | 157.192     | 1.512.245   | 10,4        | 149        | 108        | 41         | 1.054                     |         | 49        | 321       | 90         |